# Slovenský Grob
Slovenský Grob je obec na Slovensku v okrese Pezinok. Žije zde přibližně 5 200 obyvatel. První písemná zmínka o obci pochází z roku 1214.

## Pamětihodnosti
V obci je římskokatolický kostel svatého Jana Křtitele z roku 1635 a kaple Sedmibolestné Panny Marie z roku 1759 a svaté Anny z roku 1790.

## Husí produkty
Obec je známá díky místním vyhlášeným husím pečením. oblíbené jsou i místní husí lokše.